# Fedafjorden
58°12′22.226″N 6°41′26.426″Ø / 58.20617389°N 6.69067389°Ø
Fedafjorden er en fjord i Flekkefjord, Farsund og Kvinesdal kommuner i Agder fylke i Norge. Den er en fortsættelse af Listafjorden og har indløb ved Stolen, nordøst for Andabeløy.  Fjorden strækker sig 15 kilometer ind til Øye, hvor floden Kvina munder ud.  Fjordløbet er ret lige – man kan se hele fjordstrækningen til Lista Fyr fra udsigtspunktet over og øst for Liknes. Her fra egnen ved Kvina kom Harald Hårfagers hirdskjald Tjodolf den Kvinværske, der digtede Ynglingatal. 
Lige efter indløbet går Stolsfjorden mod nordvest på øst- og nordsiden af Andabeløya. Den fortsætter som Lafjord mod nordvest ind til Flekkefjord og videre herfra som Grisefjorden. Stolsfjorden har navn efter en karakteristisk bjergformation ved skellet mellem fjordene mod nord.
De yderste dele af Fedafjorden danner grænse mellem Farsund og Flekkefjord, mens grænserne til både Farsund, Flekkefjord og Kvinesdal møder hinanden, hvor Fedafjorden fortsætter mod øst efter indløbet til Stolsfjorden. Grænsen mellem Farsund og Kvinesdal følger midten af fjorden omkring en kilometer ind i landet, før resten af fjorden ligger i Kvinesdal kommune.
Fjorden er typisk V-formet, med relativt bratte sider og næsten alle gårdene liggende oppe i smådale mellem bjergknoldene. Alle har sti eller vejforbindelse til småbrug ved fjorden. Sagefossen kraftværk var et af Norges første kraftværk, og ligger ved fjorden på vestsiden ca. to kilometer ind fra Stolen.
Et godt stykke inde i fjorden ligger landsbyen Feda, som fjorden er opkaldt efter, på vestsiden. Herfra gik Europavej E39 ind til bunden af fjorden ved Øye. Her ligger havneområdet Lervika med Tinfos jernværk.  På den anden side af fjorden går Riksvei 465 mellem Liknes og Farsund. I august 2006 åbnede den 566 meter lange Fedafjorden Bro, som går over fjorden og danner en del av det nye vejprojekt på E39 mellem Flekkefjord og Lyngdal. Hvor broen krydser, ligger skibsværftet Simek, mens Lervika inderst var ladeplads og oplag for tømmer, som blev flådet ned og savet op til papirmasseproduktion.